# Накацугава
Накацугава (яп. 中津川市 Накацугава-си) — город в Японии, находящийся в префектуре Гифу. Площадь города составляет 676,38 км², население — 78 897 человек (1 июля 2014), плотность населения — 116,65 чел./км².

## Географическое положение
Город расположен на острове Хонсю в префектуре Гифу региона Тюбу. С ним граничат города Эна, Геро, посёлки Сиракава, Нагисо и сёла Хигасисиракава, Отаки, Окува, Ати, Хирая.

## Население
Население города составляет 78 897 человек (1 июля 2014), а плотность — 116,65 чел./км². Изменение численности населения с 1980 по 2005 годы:
| 1980 | 83 539 чел. |  |
| 1985 | 84 379 чел. |  |
| 1990 | 84 410 чел. |  |
| 1995 | 85 387 чел. |  |
| 2000 | 85 004 чел. |  |
| 2005 | 84 080 чел. |  |

## Символика
Деревом города считается сциадопитис, цветком — Enkianthus campanulatus.